# ألتين لالا
ألتين لالا (بالألبانية: Altin Lala) (مواليد 18 نوفمبر 1975 في تيرانا - ألبانيا) لاعب كرة قدم ألباني يلعب حاليا لصالح نادي الدرجة الأولى هانوفر الألماني منذ 1998 في مركز الوسط المدافع .

## روابط خارجية
- ألتين لالا على موقع الاتحاد الدولي (مؤرشف)  (الإنجليزية)
- ألتين لالا على موقع الاتحاد الأوربي (الإنجليزية)
- ألتين لالا على موقع قاعدة بيانات كرة القدم.إي يو (الإنجليزية)
- ألتين لالا على موقع بيانات كرة القدم. دي إي (الألمانية)
- ألتين لالا على موقع ناشيونال فوتبول تيمز (الإنجليزية)
- ألتين لالا على موقع Soccerway.com (الإنجليزية)
- ألتين لالا على موقع عالم كرة القدم.نت (الإنجليزية)
- ألتين لالا على موقع كووورة